# The Pond - Moonlight
The Pond - Moonlight (Nederlands: Vijver bij maanlicht) is een gomdruk-foto van in Luxemburg geboren Amerikaanse fotograaf Edward Steichen, gemaakt in 1904. De foto geldt als een der eerste pogingen tot kleurendruk. Van de foto bestaan drie afdrukken. Een van deze afdrukken werd in 2006 bij Sotheby's geveild voor ruim 2,9 miljoen dollar, toen het hoogste bedrag ooit betaald voor een foto op een veiling.

## Afbeelding
The Pond - Moonlight is een landschapsfoto van een moeras bij ondergaande zon, met verticale bomen, reflecterend in een vijver. Steichen maakte de foto in 1904 in de omgeving van het plaatsje Mamaroneck te Westchester County, New York, waar hij toentertijd met zijn vrouw en pas geboren dochtertje verbleef in het huis van de bevriende kunstcriticus Charles H. Caffin. Steichen werkte in die periode ook als impressionistisch kunstschilder en dat zien we terug in zijn foto. De invloed van de door hem bewonderde James McNeill Whistlers nachtelijke “Nocturnes” is duidelijk herkenbaar. Van het tafereel ademt een etherische sfeer uit. In zijn autobiografie uit 1963 schreef Steichen over het ontstaan van de foto: “Het romantische en mysterieuze maanlicht oefende grote aantrekkingskracht op mij uit. De ware tovenaar was het licht zelf - mysterieus en altijd veranderend licht, met schaduwen, rijk en vol mysterie”.

## Procedé en geschiedenis
Steichen was in het begin van de twintigste eeuw een der eersten die experimenteerden met kleurendruk. In 1907 zouden de gebroeders Lumière een patent krijgen op het gebruik van autochroom, dat uiteindelijk kleurenfotografie mogelijk zou maken, maar reeds daarvoor had Steichen een ingewikkeld procedé bedacht met mengsels van gom en pigment, op dragers met platina of zilver. The Pond - Moonlight is daarvan een voorbeeld en geldt (samen met zijn foto van het New Yorkse Flateriongebouw, ook uit 1904) als een der eerste pogingen om een kleurenfoto te maken. Steichen bewerkte zijn foto’s bovendien nog na met de hand. Zo bracht hij additioneel Pruisisch blauw en wit pigment op calciumbasis aan, waarmee een groene gloed werd verkregen. Deze nabewerkingen geven elke afdruk een uniek karakter. Door vooraf een dun laagje vaseline op de randen van de lens te smeren bleven de contouren vaag en bereikte hij een impressionistisch effect.
Het hele procedé was erg bewerkelijk en kostbaar. Er werden dan ook weinig afdrukken verkocht. Alleen Alfred Stieglitz kocht er een aantal, waaronder een drietal van The Pond - Moonlight. Hij publiceerde de foto in 1906 in zijn picturalistische fototijdschrift Camera Work, voor het eerst onder de gegeven titel. In datzelfde jaar verkocht hij een van zijn drie afdrukken aan een verzamelaar. De andere twee exemplaren schonk hij in de jaren dertig aan respectievelijk het Metropolitan Museum of Art en het Museum of Modern Art, beide te New York. In 2005 verkreeg het Metropolitan Museum of Art ook de in 1906 verkochte afdruk door aankoop van de Gilman collectie. Deze foto werd vervolgens in 2006 bij Sotheby's geveild voor ruim 2,9 miljoen dollar, toen het hoogste bedrag ooit betaald voor een foto op een veiling. De BBC maakte in 2007 een documentaire over deze veiling als onderdeel van de televisieserie “The Genius of Photography”.

## Galerij

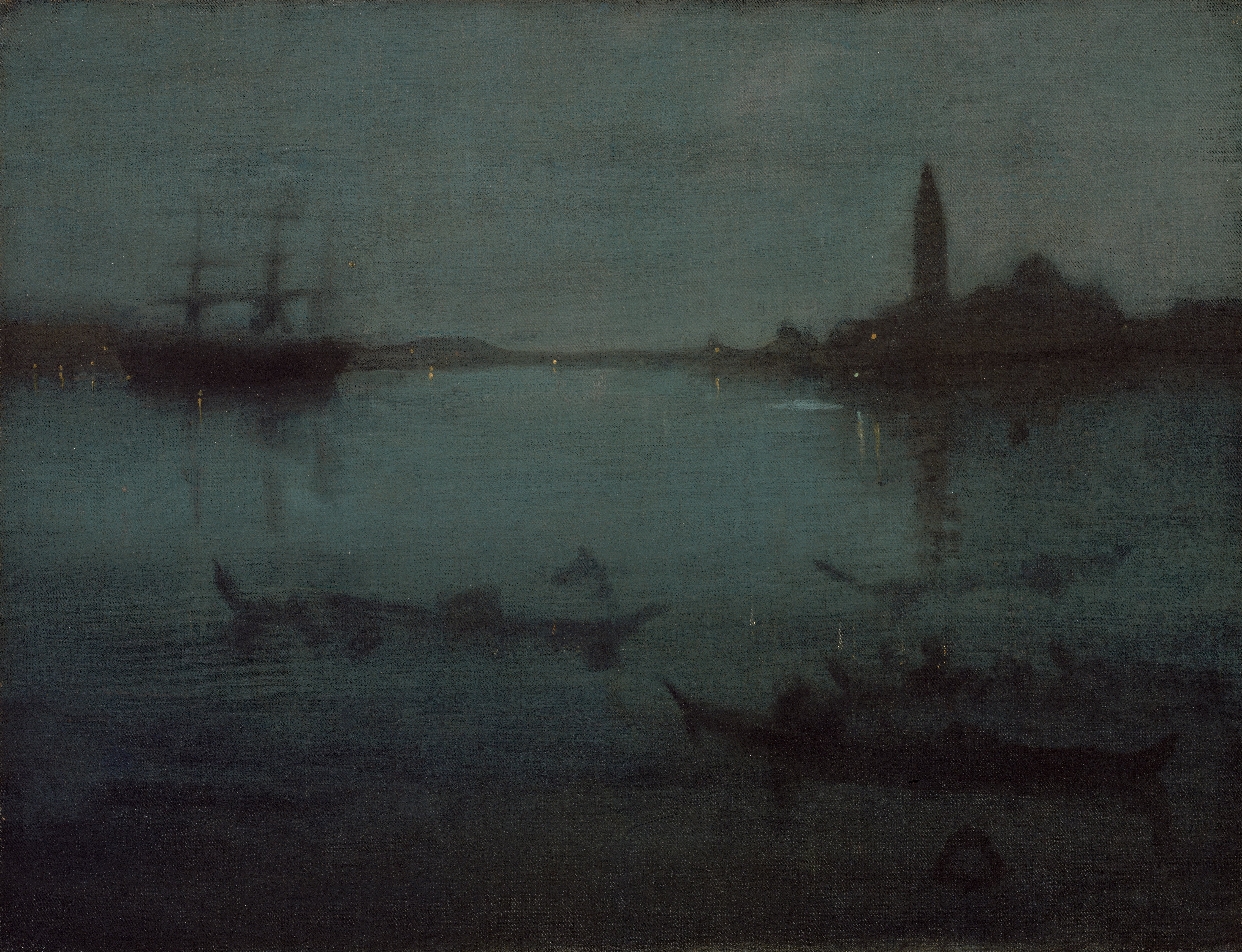
Een van Whistlers Nocturnes uit de jaren 1870: creatieve inspiratiebron.
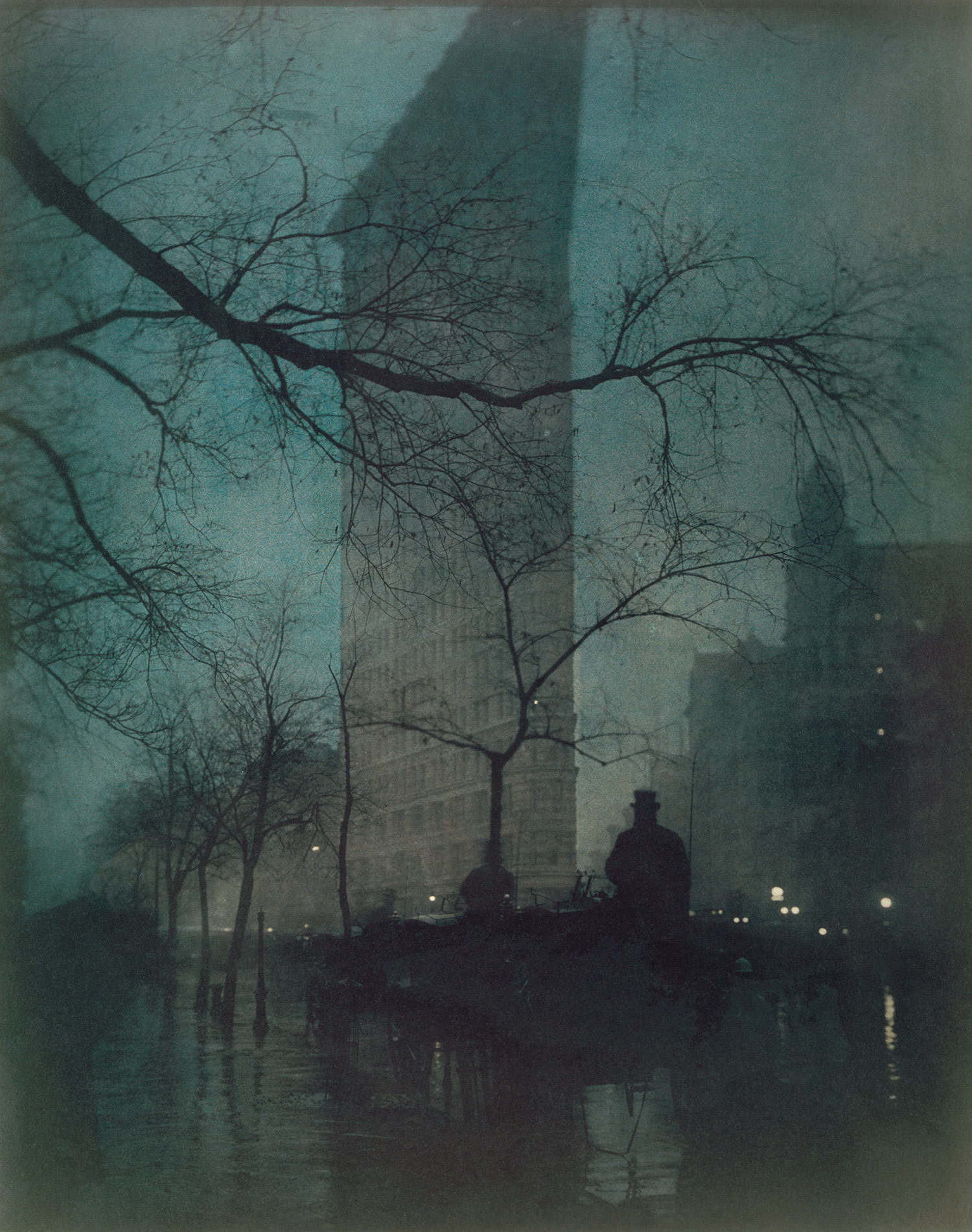
Steichens foto van het Flaterion-gebouw uit 1904: volgens hetzelfde procedé afgedrukt.